# Kèn sousa

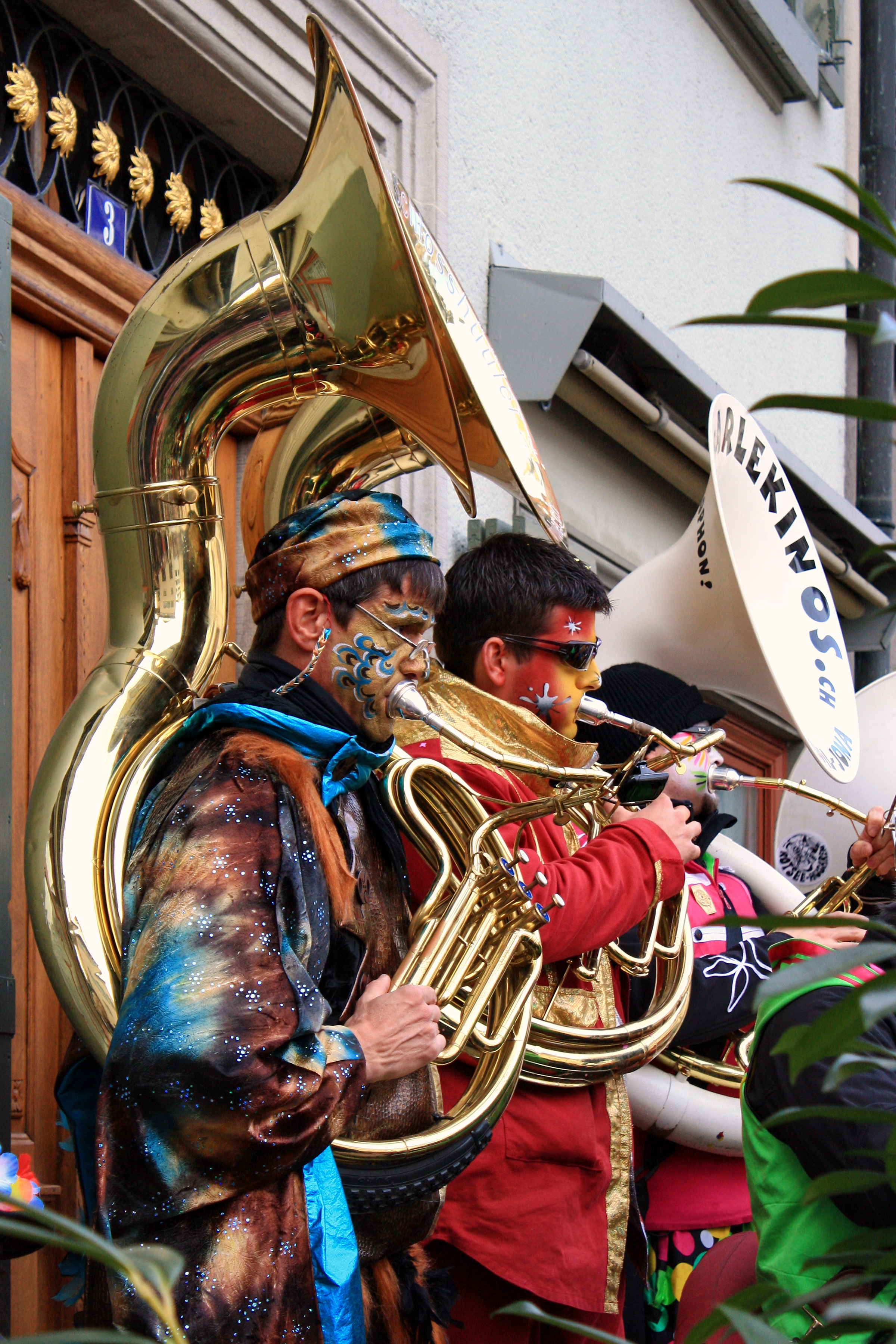
Sousaphones played by Guggenmusik bands during Eis-zwei-Geissebei in Rapperswil, Switzerland

Kèn sousa (sousaphone) là một loại kèn trong bộ đồng của dàn nhạc, thường được dùng chơi nhạc diễu hành. Được thiết kế để ôm lấy thân và tựa lên vai trái người chơi, giúp nhạc công có thể vừa đi vừa chơi. Tên của nhạc cụ này được đặt theo họ của nhạc sĩ John Philip Sousa người Mỹ. Kèn sousa được thiết kế năm 1893 bởi James Welsh Pepper.